# Ron Perlman
Ron Perlman (New York, 13 april 1950) is een Amerikaans acteur, bekend van onder andere de televisieserie Sons of Anarchy en de speelfilms Hellboy, Enemy at the Gates en Alien: Resurrection. Hij is tevens stemacteur in tekenfilms.

## Carrière
Perlman speelde in 1981 zijn eerste filmrol in Quest for Fire, hij speelde daarna enkele rollen in televisieseries waarvan in die tijd de bekendste Beauty and the Beast met Linda Hamilton. Dit levert hem in 1989 een Golden Globe op voor beste acteur in een televisieserie.
In begin jaren 90 begint hij door te breken, hij speelt dan in heel wat films.
Perlman speelde onder meer in The Island of Dr. Moreau (1996), Alien: Resurrection (1997), Enemy at the Gates (2001), Blade II (2002), Hellboy (2004) en Hellboy II: The Golden Army (2008), Conan the Barbarian (2011).

## Filmografie
- Quest for Fire (La Guerre du feu) (1981) – Amoukar
- The Ice Pirates (1984) – Zeno
- The Name of the Rose (1986) – Salvatore
- Beauty and the Beast (televisieserie, 1987–1990) – Vincent
- Sleepwalkers (1992) – Kapitein Soames
- Double Exposure (1993) – John McClure
- When the Bough Breaks (1993) – Dr. Douglas Eben
- Cronos (La Invención de Cronos) (1993) – Angel De La Guardia
- Romeo Is Bleeding (1993) – Jacks advocaat
- The Adventures of Huck Finn (1994) – Pap Finn
- Police Academy: Mission to Moscow (1994) – Konstantine Konali
- Sensation (1995) – Detective Pantella
- The City of Lost Children (1995) – One
- The Adventures of Captain Zoom in Outer Space (1995) – Lord Vox
- The Last Supper (1995) – Norman Arbuthnot
- Fluke (1995) – Sylvester
- The Island of Dr. Moreau (1996) – Sayer of the Law
- Highlander: The Series (1996) – de Boodschapper (seizoen 5, aflevering 9)
- Tinseltown (1997) – Cliff
- Prince Valiant (1997) – Boltar
- Alien: Resurrection (1997) – Johner
- The Protector (1997) – Dr. Ramsey Krago
- Betty (1998) – Donnie Shank
- Frogs for Snakes (1998) – Gascone
- I Woke Up Early the Day I Died (1998) – Begraafplaatsverzorger
- Happy, Texas (1999) – Marshal Nalhober
- Primal Force (televisiefilm, 1999) – Frank Brodie
- The King's Guard (2000) – Lord Morton
- Price of Glory (2000) – Nick Everson
- The Tick – Fiery Blaze (afl. "Couples", 2001)
- Charmed – Mr. Kellman (afl. "Wrestling with Demons", 2001)
- Night Class (2001) – Morgan
- Down (2001, ook bekend als The Shaft) – Mitchell
- Enemy at the Gates (2001) – Koulikov
- Blade II (2002) – Dieter Reinhardt
- Crime and Punishment (2002) – Dusharo (verwijderde scenes)
- Star Trek: Nemesis (2002) – Reman Viceroy
- Absolon (2003) – Murchison
- Rats (2003) – Dr. William Winslow
- Hoodlum & Son (2003) – 'Ugly' Jim McCrae
- Two Soldiers (2003) – Kolonel McKellog
- Looney Tunes: Back in Action (2003) – VP for Never Learning
- Quiet Kill (2004) – Sergeant Perry
- Hellboy (2004) – Hellboy
- The Second Front (2005) – Generaal von Binding
- Missing in America (2005) – Red
- Local Color (2006) – Curtis Sunday
- The Last Winter (2006) – Ed Pollack
- Masters of Horror: "Pro-Life" (tv-film, 2006) – Dwayne Burcell
- Desperation (tv-film, 2006) – Hulpsheriff Collie Entragian
- How to Go Out on a Date in Queens (2006) – Vito
- 5ive Girls (2006) – Vader Drake
- In the Name of the King: A Dungeon Siege Tale (2007) – Norick
- Sons of Anarchy (televisieserie, 2008–2013)
- Hellboy II: The Golden Army (2008) – Hellboy
- Mutant Chronicles (2008) – Broeder Samuel
- Outlander (2008) – Gunnar
- I Sell the Dead (2008) – Priester
- Acts of Violence (2008) – Priest Bill
- Killer by Nature (2008) – Dr. Julian
- Uncross the Stars (2008) – Bobby
- Untitled Gehenna Project (2009) – Wesley
- Bunraku (2009) – Nicola
- The Job (2009) – Jim
- Season of the Witch (2010) – Felson
- Conan the Barbarian (2011) – Corin
- Drive (2011) – Nino
- The Scorpion King 3: Battle for Redemption (2012) – Horus
- Pacific Rim (2013) – Hannibal Chau
- Skin Trade (2014) – Viktor Dragovic
- Moonwalkers (2015) – Tom Kidman
- Stonewall (2015) – Ed Murphy
- Chuck (2016) – Al Braverman
- Fantastic Beasts and Where to Find Them (2016) – Gnarlack
- Sergio and Sergei (2017) – Peter
- Pottersville (2017) – Sheriff Jack
- The Escape of Prisoner 614 (2018) – De sheriff
- Asher (2018) – Asher
- The Great War (2019) – Gen. Pershing
- Run with the Hunted (2019) – Birdie
- Hell on the Border (2019) – Charlie Storm
- Havana Kyrie (2020) – Henry
- Clover (2020) – Mr. Wiley
- The Big Ugly (2020) – Preston
- Monster Hunter (2020) – De admiraal
- A Place Among the Dead (2020) – RP
- This Game's Called Murder (2021) – Mr. Wallendorf
- The Last Victim (2021) – Sheriff Hickey
- Nightmare Alley (2021) – Bruno
- Don't Look Up (2021) – Benedict Drask
- There Are No Saints (2022) – Sans
- Poker Face (2023, serie) – Sterling Frost senior

### Als stemacteur
- Batman: The Animated Series (televisieserie, 1992–1993) – Clayface
- Animaniacs (televisieserie, 1993) – Satan, Sgt. Sweete
- Phantom 2040 (televisieserie, 1994) – Graft
- Fantastic Four: The Animated Series (televisieserie, 1994–1995) – Wizard, Dr. Bruce Banner / The Hulk
- Mortal Kombat: The Animated Series (televisieserie, 1995) – Kurtis Stryker
- Iron Man: The Animated Series (televisieserie, 1995) – Dr. Bruce Banner / The Hulk
- Chronomaster (computerspel, 1995) – Rene Korda
- Hey Arnold! (televisieserie, 1996) – Mickey Kaline
- Fallout (computerspel, 1997) – Butch Harris, verteller
- The New Batman Adventures (televisieserie, 1997–1998) – Clayface
- Fallout 2 (computerspel, 1998) – verteller
- Superman: The Animated Series (televisieserie, 1999) – Jax-Ur
- Titan A.E. (2000) – Professor Sam Tucker
- Fallout Tactics: Brotherhood of Steel (computerspel, 2001) – verteller
- Icewind Dale: Heart of Winter (computerspel, 2001) – Wylfdene
- Batman: Rise of Sin Tzu (computerspel, 2003) – Clayface
- Justice League Unlimited (televisieserie, 2004–2006) – Clayface, Orion
- Teen Titans (televisieserie, 2004–2006) – Slade
- The Chronicles of Riddick: Escape from Butcher Bay (computerspel, 2004) – Jagger Valance
- Danny Phantom (televisieserie, 2004–2007) – Mr. Lancer
- Halo 2 (computerspel, 2004) – Fleet Admiral Lord Terrence Hood
- GUN (computerspel, 2005) – Mayor Hoodoo Brown
- Tarzan II (dvd, 2005) – Kago
- The Incredible Hulk: Ultimate Destruction (computerspel, 2005) – Emil Blonsky / The Abomination
- The Outfit (computerspel, 2005)
- Justice League Heroes (computerspel, 2006) – Bruce Wayne / Batman
- Hellboy: Sword of Storms (dvd, 2006) – Hellboy
- Hellboy: Blood and Iron (dvd, 2007) – Hellboy
- Halo 3 (computerspel, 2007) – Fleet Admiral Lord Terrence Hood
- Afro Samurai (televisieserie, 2007) – Justice
- Avatar: The Last Airbender (televisieserie, 2007) – Fire Lord Sozin
- Conan (computerspel, 2007) – Conan of Cimmeria
- Hellboy: The Science of Evil (computerspel, 2008) – Hellboy
- Fallout 3 (computerspel, 2008) – Verteller
- The Spiderwick Chronicles (2008) – Redcap
- Turok (computerspel, 2008) – Slade
- Spirit of the Forest (2008) – Oak
- The Legend of Secret Pass (2008) – Parker
- Conan: Red Nails (2008) – Conan of Cimmeria
- Adventure Time (televisieserie, 2011–2017) – The Lich
- SpongeBob SquarePants (televisieserie, 2011–2012) – Furture Fish 32 / Captain / Fish 10
- PAYDAY 2 (computerspel, 2013) – Rust
- Call of Duty: Black Ops III (computerspel, 2015) – Floyd
- LEGO Dimensions (computerspel, 2015) – Gnarlak / Lich King
- Pinocchio (animatiefilm, 2022) – Podestà
- Transformers: Rise of the Beasts (2023) – Optimus Primal